# Vilanova i la Geltrú
Vilanova i la Geltrú (kat. ˌbiɫəˈnɔβə j ɫə ʒəɫˈtɾu; spanisch Villanueva y Geltrú) ist eine spanische Stadt in der Autonomen Region Katalonien. Sie liegt 45 km von Barcelona und 40 km von Tarragona entfernt.
Sie ist die Hauptstadt der Comarca Garraf in der Provinz Barcelona. Die Einwohnerzahl beträgt 70.418 (Stand: 2024).

## Geschichte

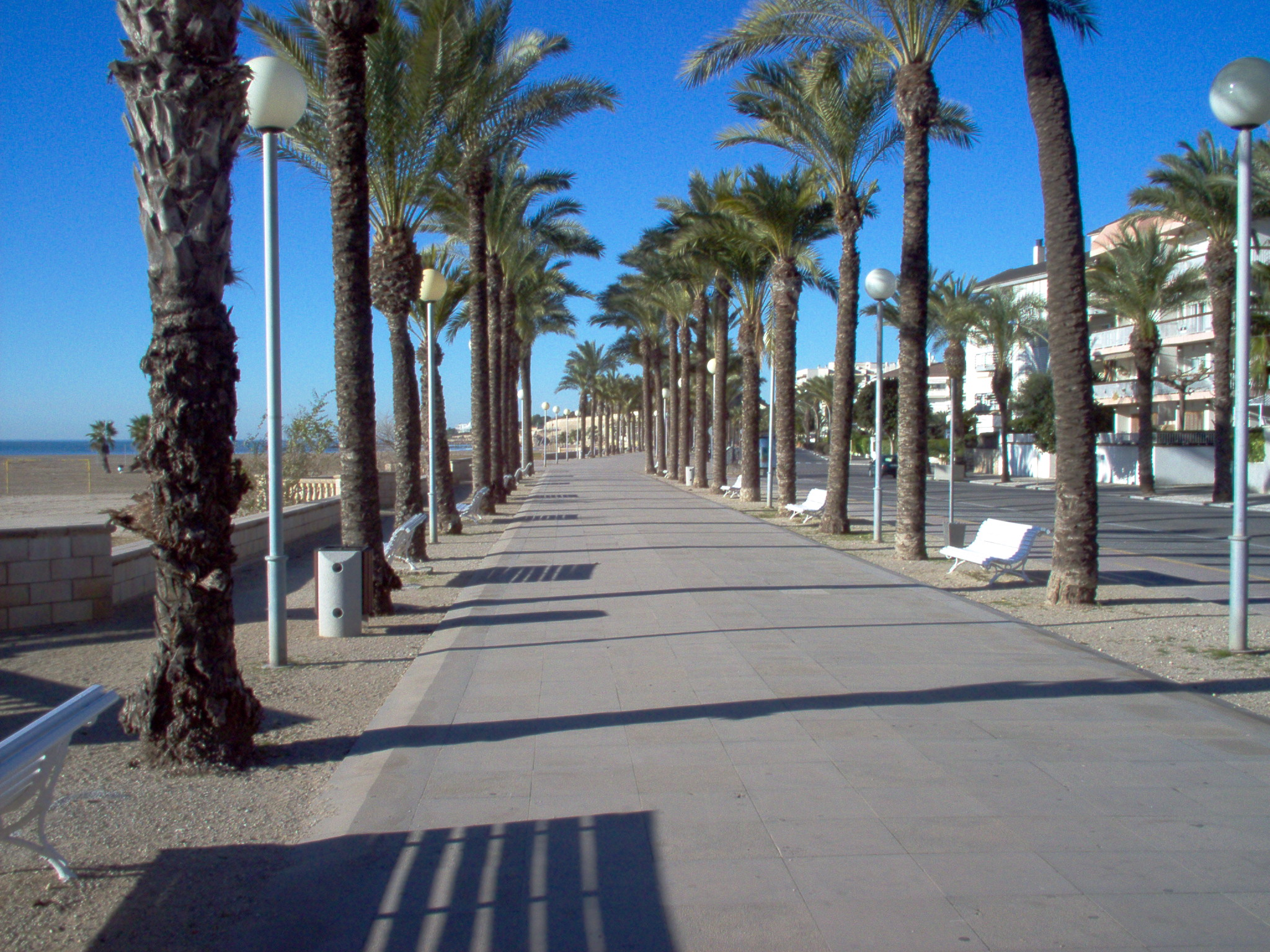
Küstenboulevard „Passeig de Ribes Roges“

Vilanova i la Geltrú wurde offiziell 1274 gegründet, als König Jakob I. ihr das Stadtrecht verlieh, und hat eine große Geschichte, die sich in zahlreichen Orten von kultureller Bedeutung zeigt. Die goldene Zeitalter der Stadt war die Romantik, eine Zeit, die sich gut an Gebäuden wie dem Museo Víctor Balaguer, das durch ihn als letztem Minister für die spanischen Überseegebiete in Auftrag gegeben wurde, widerspiegelt. Andere wichtige Paläste und Herrensitze sind die Casa Renard, Foment Vilanoví, Casa Cabanyes, Casa Samà und Can Pahissa. Kulturell bedeutsame Einsiedeleien und Kirchen sind Sant Cristòfol, Sant Gervasi und Santa Maria de la Geltrú. In der letzteren befindet sich ein bedeutendes Altarbild aus dem 18. Jahrhundert.
In der Mitte des 18. Jahrhunderts, als König Karl II. der Stadt Vilanova den Handel mit Amerika erlaubte, erlebte die Stadt einen großen wirtschaftlichen Aufschwung. Ein Fortschritt zeigte sich nicht nur in der Anhäufung von Reichtümern, sondern gleichzeitig in einem Aufblühen der Kultur. Damals wurden die ersten sociedades recreativas gegründet, Orte der Begegnung und der Erholung.
Zu Beginn des 19. Jahrhunderts erscheinen die eindrucksvollen Gartenanlagen, die der Stadt ein großstädtisches Flair gaben und zu großen Teilen auf Kontakte wie beispielsweise mit der Insel Kuba zurückgehen.
Diese festliche und kulturelle Atmosphäre, die sich erst in Erholungsgärten zeigte, schlug sich schließlich in geschlossenen Spielstätten nieder. 1804 errichtete Pedro Grumà das erste Theater in der Stadt die Sala, ein quadratisches Gebäude mit Gewölben, das sowohl als Theater als auch als Ballsaal diente.
Nach der Legende entstand die neue Stadt, weil der Feudalherr von Geltrú ein Gesetz herausgab, nach dem er, wenn eine Frau heiraten wollte, das Recht der Ersten Nacht haben solle. Viele der Heiratswilligen verließen daraufhin die Stadt und ließen sich in der Nähe des Meeres auf dem Territorium von Cubelles nieder und gründeten hier die „Vila Nova de Cubelles“. Jahre später, 1279, verlieh Jakob I. dem Ort das Stadtrecht. Eine andere Legende führt die Gründung von Vilanova auf ein Liebespaar zurück, das aus zwei verfeindeten Familien stammte und beschloss, die Stadt zu verlassen, um eine neue zu gründen. Die Zeit verging und die Städte wuchsen schließlich zusammen.

## Infrastruktur

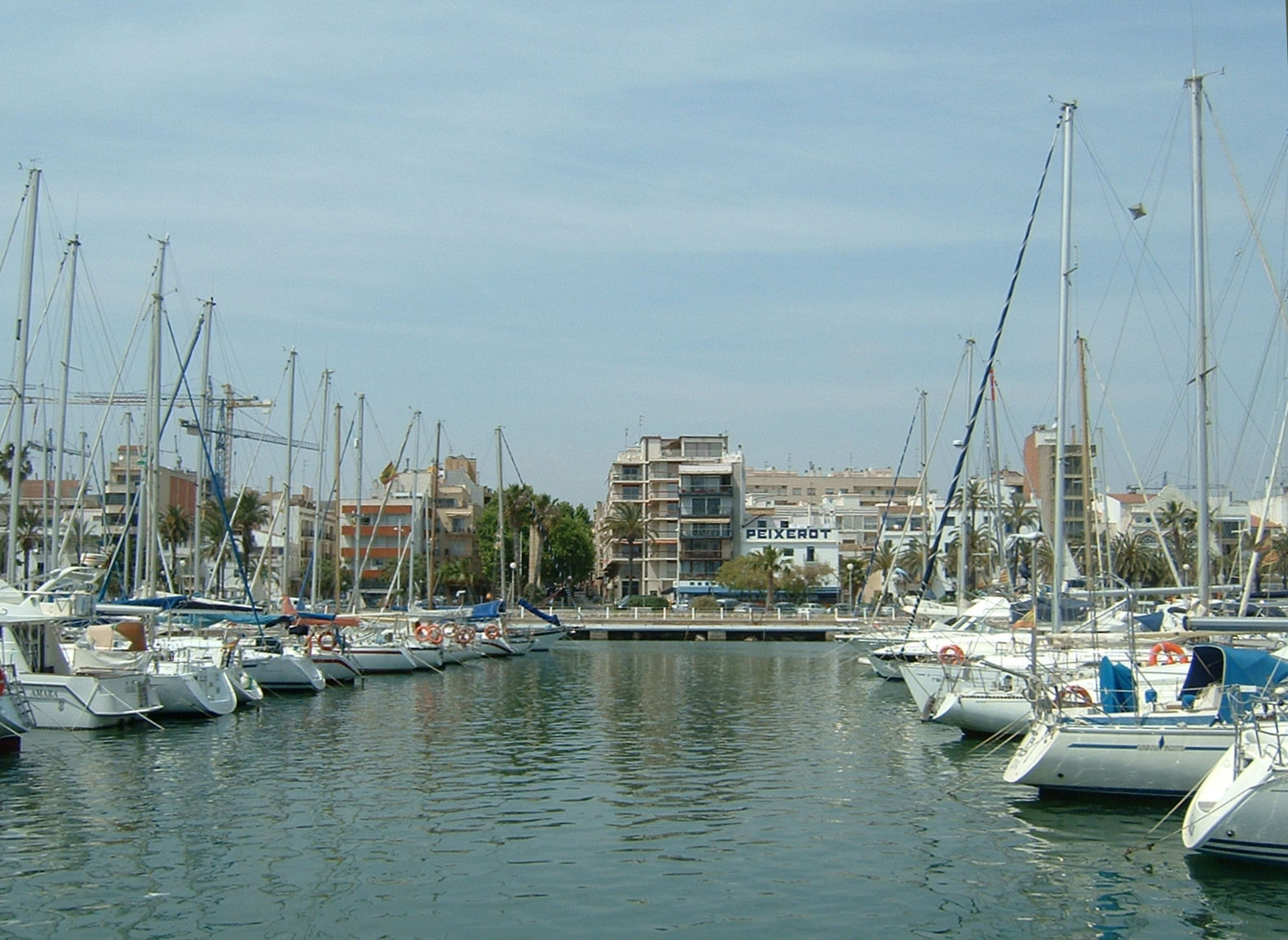
Hafen von Vilanova

Die Stadt verfügt über eine gute Verkehrsanbindung. Die Autobahn C32 (auch Autobahn „Pau Casals“) verbindet Vilanova i la Geltrú mit der katalanischen Hauptstadt. Die Stadt hat einen Bahnhof an der Bahnstrecke La Plana - Picamoixons–Barcelona und ist an das Vorortbahnnetz Rodalies Barcelona angeschlossen. Das Eisenbahnmuseum von Katalonien (Museo del Ferrocarril de Cataluña) befindet sich in Vilanova i la Geltrú. Sie ist der drittwichtigste Hafen von Katalonien.
Die Universitat Politècnica de Catalunya besitzt einen Campus in Vilanova i la Geltrú.

## Kultur
Unter den Festen und Traditionen ist besonders der Karneval zu nennen.

## Sport
Die Stadt besitzt eine Rollhockeymannschaft namens Club Patí Vilanova.

## Söhne und Töchter der Stadt
- Manuel de Cabanyes (1808–1833), Dichter
- Francesc Macià i Llussà (1859–1933), Politiker
- Martí Torrents (1887–1977), Maler
- Enric Cristòfor Ricart (1893–1960), Maler
- Eduard Toldrà (1895–1962), Violinist
- Joan Magriñá (1903–1995), Tänzer
- Leonora Milà i Romeu (* 1942), Pianistin und Komponistin
- Josep Piqué i Camps (1955–2023), Wirtschaftswissenschaftler und Politiker
- Xavier Capdet (* 1957), Schauspieler
- Francesc Escribano (* 1958), Leiter von Televisió de Catalunya
- Sergi López (* 1965), Schauspieler
- Isaac Gálvez (1975–2006), Radrennfahrer
- Enric Duran (* 1976), antikapitalistischer Aktivist
- Estela García (* 1989), Sprinterin
- Marc Soler (* 1993), Radrennfahrer
- Aitana Bonmatí (* 1998), Fußballspielerin

## Städtepartnerschaften
- Mérignac, Frankreich
- Matanzas, Kuba
- Vila-real, Spanien